# Internationale Automobiel Maatschappij
Internationale Automobiel Maatschappij war ein niederländischer Hersteller von Automobilen.

## Unternehmensgeschichte
Das Unternehmen aus Den Haag begann 1940 mit der Produktion von Automobilen. 1942 endete die Produktion. Der Markenname lautete während der ersten zwei Jahre Story, anschließend Internationale.

## Fahrzeuge

### Story
Dies war ein Dreirad, bei dem sich das einzelne Rad vorne befand. Für den Antrieb sorgte ein Elektromotor von Utrechtse Electromotorenfabriek E.M.I. mit 1,3 PS Leistung, der das linke Hinterrad antrieb. Die bauartbedingte Höchstgeschwindigkeit war mit 29 km/h und die Reichweite mit 60 km angegeben. Etwa 75 Exemplare entstanden.

### Internationale
Unter diesem Markennamen gab es das Modell Electrotax. Auch dieses Modell war ein Dreirad, bei dem sich allerdings das einzelne Rad hinten befand. Das Fahrzeug wurde als Taxi eingesetzt. Der Fahrer saß hinten im Freien, die Passagiere vorne in einem geschlossenen Abteil. Für den Antrieb sorgte wiederum ein Elektromotor. 24 Exemplare entstanden.